# Вилхелмина фон Золмс-Браунфелс
Вилхелмина Каролина Фридерика Мария фон Золмс-Браунфелс (на немски: Wilhelmine Caroline Marie Friederike zu Solms-Braunfels; * 20 септември 1793, Браунфелс; † 12 ноември 1865) е принцеса от Золмс-Браунфелс и чрез женитба княгиня на Бентхайм-Щайнфурт.

## Произход
Тя е голямата дъщеря на княз Вилхелм фон Золмс-Браунфелс (1759 – 1837) и съпругата му вилд и рейнграфиня Августа фон Салм-Грумбах (1771 – 1810), дъщеря на вилд и рейнграф Карл Лудвиг фон Салм-Грумбах (1729 – 1799) и първата му съпруга принцеса Елизабет Кристиана Марияна фон Лайнинген (1753 – 1792).

## Фамилия
Вилхелмина фон Золмс-Браунфелс се омъжва на 17 октомври 1811 г. за 2. княз Алексий фон Бентхайм-Щайнфурт (* 20 януари 1781; † 3 ноември 1866), син на граф и княз Лудвиг фон Бентхайм-Щайнфурт (1756 – 1817) и принцеса Юлиана Вилхелмина фон Шлезвиг-Холщайн-Зондербург-Глюксбург (1754 – 1823). Те имат шест деца:
- Лудвиг (* 1 август 1812, Бургщайнфурт; † 28 септември 1890, Бургщайнфурт), главен наследник, женен на 27 юни 1839 г. в Бархфелд за принцеса Берта фон Хесен-Филипстал-Бархфелд (1818 – 1888), дъщеря на ландграф Карл фон Хесен-Филипстал-Бархфелд (1784 – 1854) и принцеса Августа фон Хоенлое-Ингелфинген (1793 – 1821)

- Вилхелм Фердинанд Лудвиг Бернхард Евгений (* 30 април 1814; † 2 юли 1849)
- Юлиус Арнолд (* 21 май 1815; † 18 август 1857)
- Карл Евервин (* 10 април 1816; † 30 март 1854)
- Аугуста Юлиана Хенриета Амалия София Шарлота (* 16 октомври 1817; † 12 септември 1880)
- Фердинанд Ото (* 6 юли 1819; † 28 май 1889), женен на 19 декември 1850 г. за графиня Каролина фон Валдщайн-Вартенберг (1822 – 1851), дъщеря на граф Антон Георг Кристиан фон Валдщайн-Вартенберг (1793 – 1848) и графиня Мария Кайетана фон Фюнфкирхен (1795 – 1852)